# Mora IK
Mora IK eller Mora Hockey er en professionel ishockeyklub fra Mora, Dalarna i Sverige. Klubben spillede fra sæsonen 2004-05 i den bedste svenske række, Elitserien men rykkede ned efter sæsonen 2007-08 og skal derfor fra sæsonen 2008-09 spille i den næstbedste svenske række Hockeyallsvenskan. Klubben spiller sine hjemmekampe i FM Mattsson Arena der har plads til 4500 tilskuere.

## Historie
Klubben blev stiftet i 1935 og var dermed første klub i Dalarna der fik ishockey på programmet. Man debuterede i den bedste række og spillede dér i mange år derefter. I forbindelse med en omlægning af divisionssystemet røg man i 1975 ud af den bedste række og der skulle gå en hel del år før det lykkedes at komme tilbage i det fine selskab. Først i 2004 var man tilbage i Elitserien. Den første sæson havde man en forholdsvis heldig hånd med at hente spillere ind fra lockout-ramte NHL. Med hjælp fra spillere som Shawn Horcoff og de to brødre Marian og Marcel Hossa lå man længe godt placeret i tabellen. På allersidste spilledag blev man dog overhalet af Södertälje og endte på 9. pladsen, lige udenfor den 8. plads der ville have givet adgang til slutspillet. Ikke desto mindre en ganske respektabel placering af oprykkerne.
Året efter i sæsonen 2005-06 måtte man klare sig uden "lejesvendene" fra NHL. Alligevel lykkedes det at nå med i slutspillet, hvor man dog tabte i kvartfinalen til HV71.

## 'Fredede' numre
- Nr 17 – Hasse Hansson

## Eksterne links
- Wikimedia Commons har flere filer relateret til Mora IK
- Mora Hockey Arkiveret 10. oktober 2006 hos  Wayback Machine